# Ein zauberhaftes Biest
Ein zauberhaftes Biest ist eine deutsche Familienserie, die vom 3. Januar 1981 bis zum 30. November 1981 im ZDF erstausgestrahlt wurde. Die Regie der neunteiligen Fernsehserie führte Hartmut Griesmayr. Das Drehbuch schrieben Karl Heinz Willschrei, Uta Geiger-Berlet, Georg Althammer, Franz Geiger.

## Handlung
Die Serie spielt in München Anfang der achtziger Jahre. Der Rechtsanwalt Dr. Rainer Braun ist alleinerziehender Vater der zwölfjährigen Angie. Von Folge zu Folge versucht er, eine Frau für sich und gleichzeitig eine ideale Mutter für Angie zu finden. Diese aber findet zumeist immer einen Grund, warum genau diese Frau nicht die ideale Partnerin für ihren Vater ist. Mit allerlei Geschick und Streichen vertreibt die kleine Angie alle Damen, so dass am Ende Rainer immer wieder ohne eine neue Partnerin dasteht.

## Episodenliste
| Nr. | Erst- ausstrahlung | Titel                     |
| --- | ------------------ | ------------------------- |
| 1   | 3. Jan. 1981       | Die Reise nach Marrakesch |
| 2   | 10. Jan. 1981      | Das Gipfelfoto            |
| 3   | 17. Jan. 1981      | Ab geht die Post          |
| 4   | 24. Jan. 1981      | Irrwege des Herzens       |
| 5   | 31. Jan. 1981      | Beethoven und Bodycheck   |
| 6   | 7. Nov. 1981       | Die große Freiheit        |
| 7   | 14. Nov. 1981      | Frau Doktor               |
| 8   | 21. Nov. 1981      | Kost & Logis              |
| 9   | 28. Nov. 1981      | Der Märchenfisch          |

## Veröffentlichungen

### DVD
Im Jahr 2011 ist eine DVD-Komplettbox von Aviator-Entertainment mit allen neun Episoden erschienen.

## Sonstiges
Die Monaco Film produzierte die TV-Serie für das ZDF.
In der Folge Beethoven und Bodycheck ist der erfolgreiche ehemalige deutsche Eishockeyspieler und Bundestrainer Erich Kühnhackl in einer kleinen Gastrolle zu sehen.
Ein zauberhaftes Biest wurde viermal im deutschen Fernsehen gesendet, letztmals im Jahr 1992 (Stand: 07/2019). Die Darstellerin der Angie, Beate Bock, hatte nach dieser Serie 1984 noch einen Fernsehauftritt in der Serie SOKO 5113 (Folge Goldregen).